# Шанхай Мастърс
Турнирът от сериите Мастърс в Шанхай (上海大师赛), (на английски: Shanghai Masters) е международно състезание по тенис от Сериите Мастърс, провеждан в Шанхай от 2009 г. 
След като приемаше финалния турнир за Мастърс Къп от 2009 г., турнирът премина към Мастърс сериите заменяйки турнира в Хамбург.

## История
Шанхай Мастърс ATP 1000 е създаден, за да изпълни желанието на ATP World Tour и Китайската тенис асоциация за развитие на пазара за тенис в Китай и Азия като цяло.[7] През 2010 г. след споразумение за спонсорство турнирът е преименуван на Шанхай Ролекс Мастърс. In 2010 following a sponsorship deal the tournament was renamed the Shanghai Rolex Masters.

## Сингъл
| Година                   | Шампион                                       | Финалист                                      | Резултат                                      |
| ------------------------ | --------------------------------------------- | --------------------------------------------- | --------------------------------------------- |
| 2024                     | Яник Синер                                    | Новак Джокович                                | 7 – 6(7–4), 6 – 3                             |
| 2023                     | Хуберт Хуркач                                 | Андрей Рубльов                                | 6 - 3, 3 - 6, 7 - 6(10 - 8)                   |
| 2022                     | Турнирът на се провежда (пандемията КОВИД-19) | Турнирът на се провежда (пандемията КОВИД-19) | Турнирът на се провежда (пандемията КОВИД-19) |
| 2021                     | Турнирът на се провежда (пандемията КОВИД-19) | Турнирът на се провежда (пандемията КОВИД-19) | Турнирът на се провежда (пандемията КОВИД-19) |
| 2020                     | Турнирът на се провежда (пандемията КОВИД-19) | Турнирът на се провежда (пандемията КОВИД-19) | Турнирът на се провежда (пандемията КОВИД-19) |
| 2019                     | Даниил Медведев                               | Александър Зверев                             | 6 - 4, 6 - 1                                  |
| 2018                     | Новак Джокович                                | Борна Чорич                                   | 6 - 3, 6 - 4                                  |
| 2017                     | Роджър Федерер                                | Рафаел Надал                                  | 6 - 4, 6 - 3                                  |
| 2016                     | Анди Мъри                                     | Роберто Баутиста Агут                         | 7 - 6(7–1), 6 - 1                             |
| 2015                     | Новак Джокович                                | Жо-Вилфрид Цонга                              | 6 - 2, 6 - 4                                  |
| 2014                     | Роджър Федерер                                | Жил Симон                                     | 7 - 6(7 - 6), 7 - 6(7–2)                      |
| 2013                     | Новак Джокович                                | Хуан Мартин дел Потро                         | 6 - 1, 3 - 6, 7 - 6(7–3)                      |
| 2012                     | Новак Джокович                                | Анди Мъри                                     | 5 - 7, 7 - 6(13–11), 6 - 3                    |
| 2011                     | Анди Мъри                                     | Давид Ферер                                   | 7 - 5, 6 - 4                                  |
| 2010                     | Анди Мъри                                     | Роджър Федерер                                | 6 - 3, 6 - 2                                  |
| 2009                     | Николай Давиденко                             | Рафаел Надал                                  | 7 - 6(7–3), 6 - 3                             |
| ↑ ATP Тур Мастърс 1000 ↑ |                                               |                                               |                                               |